# Operation: Doomsday
Operation: Doomsday es el álbum debut del rapero británico-estadounidense MF DOOM, lanzado a través de Fondle 'Em Records el 19 de octubre de 1999 y relanzado por Sub Verse Records el año 2001. Es el primer lanzamiento bajo el nombre "MF DOOM" que el rapero utilizó después de actuar bajo el nombre de Zev Love X en su grupo anterior KMD. El álbum es uno de los más influyentes del Hip Hop independiente de la historia. Una versión de lujo salió a la venta el 24 de octubre del 2011, bajo la discográfica Metal Face Records, creada por MF DOOM.

## Lista de Canciones
Todas las canciones escritas y producidas por MF DOOM.

| Lado zero |                                                   |          |  |
| N.º       | Título                                            | Duración |  |
| 1.        | «The Time We Faced DOOM» (Skit)                   | 2:04     |  |
| 2.        | «Doomsday» (featuring Pebbles the Invisible Girl) | 4:58     |  |
| 3.        | «Rhymes Like Dimes» (featuring DJ Cucumber Slice) | 4:18     |  |
| 4.        | «The Finest» (featuring Tommy Gunn)               | 4:01     |  |
| 5.        | «Back in the Days» (Skit)                         | 0:46     |  |

| Lado 1 |                                                                                      |          |  |
| N.º    | Título                                                                               | Duración |  |
| 1.     | «Go with the Flow»                                                                   | 3:36     |  |
| 2.     | «Tick, Tick…» (featuring MF Grimm)                                                   | 4:05     |  |
| 3.     | «Red and Gold» (featuring King Ghidra)                                               | 4:43     |  |
| 4.     | «The Hands of DOOM» (Skit)                                                           | 1:52     |  |
| 5.     | «Who You Think I Am?» (featuring X-Ray, Rodan, Megalon, K.D., King Ghidra, and Kong) | 3:24     |  |

| Lado 2 |                                             |          |  |
| N.º    | Título                                      | Duración |  |
| 1.     | «DOOM, Are You Awake?» (Skit)               | 1:13     |  |
| 2.     | «Hey!»                                      | 3:47     |  |
| 3.     | «Operation: Greenbacks» (featuring Megalon) | 3:49     |  |
| 4.     | «The Mic»                                   | 3:04     |  |
| 5.     | «The Mystery of DOOM» (Skit)                | 0:24     |  |

| Lado 3 |                                                   |          |  |
| N.º    | Título                                            | Duración |  |
| 1.     | «Dead Bent»                                       | 2:22     |  |
| 2.     | «Gas Drawls»                                      | 3:46     |  |
| 3.     | «?» (featuring Kurious)                           | 3:09     |  |
| 4.     | «Hero vs. Villain (Epilogue)» (featuring E.Mason) | 2:59     |  |

| Lado 3 (2001 relanzamiento) |                                          |          |  |
| N.º                         | Título                                   | Duración |  |
| 4.                          | «I Hear Voices» (Part One) (Bonus Track) | 3:03     |  |

Notes
- MF DOOM está acreditado como colaboración en las canciones "Red and Gold" and "Who You Think I Am?" bajo el alias de "King Ghidra".

## Personal
Créditos adaptados de las notas del álbum.

### Lanzamiento 1999, Fondle 'Em Records
Personal
- MF.DOOM – Productor

Personal Adicional
- Daniel Dumile[7] – Productor Ejecutivo
- Percy Carey[8] – Productor Ejecutivo
- Big Lou – Productor Ejecutivo
- Bobbito – Productor Ejecutivo

Arte
- DOOM – Ilustración
- Scotch 79 – Dirección Artística

### Relanzamiento 2001, Sub Verse Music
Personal
- Metal Fingers DOOM – Productor
- D.J. Cucumber Slice – Cortes (3), Voces Adicionales (3)
- Big Lou – Coproductor (10)
- X-Ray da Mindbenda – Coproductor (2, 14)
- Pebbles the Invisible Girl – Voces adicionales (2, 14)
- Ill-Clown – Coproductor (4)

Personal Adicional
- Metal Fingers DOOM – Mezcla de audio
- MF DOOM – Productor Ejecutivo
- MF Grimm – Productor Ejecutivo
- Big Lou – Productor Ejecutivo
- Bobbito – Productor Ejecutivo